# 憲法音頭
「憲法音頭」（けんぽうおんど）、別名「チョンホイ音頭」は、1947年（昭和22年）の日本国憲法施行を記念して憲法普及会が選定した音頭である。作詞・サトウハチロー、作曲・中山晋平。

## 解説
連合国軍最高司令官総司令部（GHQ/SCAP）の指導により、1946年（昭和21年）11月3日に公布された日本国憲法の理念普及活動の一環として憲法普及会が国民歌「われらの日本」と併せて選定した楽曲である。作詞は終戦後最初のヒット曲とされる「リンゴの唄」のサトウハチロー、作曲はビクターレコード（現在のJVCケンウッド・ビクターエンタテインメント）専属の中山晋平に依頼され、1947年（昭和22年）5月3日に日比谷公会堂で開催された「憲法施行講演会」の席上で初演奏と振付の発表が行われた。この際の歌唱者は日暮千代子、振付は栗島すみ子であったが、後日作成されたSPレコードでは市丸と波岡惣一郎の歌唱が吹き込まれている。また、このレコードはビクター専属の中山晋平が作曲しており演奏も日本ビクターオーケストラであるが、盤の製造（プレス）は日本蓄音機商会（現在の日本コロムビア）が行っている。
歌詞は全4番で構成されており「平和」「自由」などのフレーズが散りばめられてはいるが、ストレートに憲法や平和主義・国民主権を押し出すことはせずに平和の到来を謳歌し、国土の美しさを讃えるものとなっている。また、合いの手として「チョンホイナ」が連呼されることからジャケットでは「憲法」に「チョンホイ」のルビが振られており「チョンホイ音頭」の別名が与えられている。
日比谷公会堂での発表が行われた翌4日には小石川後楽園で「憲法音頭大会」が開催され、1万5000人が参加したとの記録がある。1947年12月に憲法普及会が活動を終了するに当たってまとめられた『事業概要報告書』では全国で100万人がこの憲法音頭に合わせて踊ったと記述されているが、作曲者の中山は「あまり歌われることもなく、人々の記憶にも残ることなく消えていった」としている。作成されたSPレコードは国立公文書館、国立国会図書館、憲政記念館のいずれも現物を所蔵しておらず「幻の楽曲」と言われていたが1993年（平成5年）、TBSテレビ『筑紫哲也NEWS23』で4月29日・30日・5月3日に放送された特集「憲法音頭を探せ」の取材過程で長野県中野市の中山晋平記念館倉庫内から46年ぶりにレコードが発見された。現在は昭和館で原曲の試聴が可能である。
レコードの発見後、中野市九条の会が護憲のアピールと地元出身の中山晋平を顕彰する二つの目的で憲法音頭の復活演奏を行っている。会では踊りの練習風景のビデオ配布も行っている。